# 超臨界乾燥

相図における乾燥法の原理。超臨界乾燥 (赤い矢印) は、普通の乾燥 (緑色の矢印) で見られる液体から気体への直接の遷移を避けるため、臨界点を超える経路をとる。青の矢印は凍結乾燥 (フリーズドライ)。

超臨界乾燥（ちょうりんかいかんそう、英語：supercritical drying）は、超臨界流体を用いた乾燥技術である。
超臨界流体は高い拡散性や溶解性を持ち、表面張力も働かない。これらの特徴を利用し、従来の乾燥方法では大きな収縮や構造破壊を伴っていた繊細な物質でも、構造を保ったまま乾燥させることができる。超臨界流体には二酸化炭素が多く使用されている。これは超臨界二酸化炭素が高い溶解性を持ち、臨界点以下にすると気化して飛散するため、乾燥試料のみを取り出すことが可能だからである。
スパイスの乾燥、エアロゲルの製造、水を多く含む生体物質を走査型電子顕微鏡で見る際の前処理などに使われている。